# Donna Juanita
 Donna Juanita ist eine Operette (Opera buffa) in drei Akten des Komponisten Franz von Suppè; für das Libretto zeichneten Camillo Walzel (unter seinem Pseudonym F. Zell) und Richard Genée verantwortlich, nach „Die Verschwörung der Frauen oder Die Preußen in Breslau“ 1858 von Arthur Müller (um 1825–1873). Am 21. Februar 1880 erlebte dieses Theaterstück am Carltheater in Wien seine Uraufführung.
Nach Motiven dieser Operette komponierte Eduard Strauß seine Juanita-Quadrille und Karl Pauspertl arrangierte das Stück neu und brachte es unter dem Titel Der große Unbekannte 1925 auf die Bühne.

## Handlung
1. Akt – San Sebastian, großer Platz vor dem Wirtshaus
Kapitän Dufour gilt als Kriegsgefangener, darf sich aber gegen Ehrenwort in der Stadt frei bewegen. Dabei hat er sich in Petrita, die Schwester des Wirts Gil Polo verliebt. Die britischen Besatzungstruppen sind der spanischen Bevölkerung verhasst und deshalb stellt sich Dufour (auch Petritas wegen) auf die Seite der Bevölkerung. Der Alkalde Pomponio liebt Petrita ebenfalls und spioniert ihr nach, während seine Ehefrau Olympia für Kapitän Dufour schwärmt. Dufour lässt sich zum Schein auf Olympias Avancen ein, da er ihre Hilfe für seine Flucht benötigt.
Der britische Kommandant ist halb blind, halb taub und halb lahm, hofft aber dennoch optimistisch, immer die richtigen Entscheidungen zu treffen. Plötzlich erscheint René Dufour, der sich im Auftrag General Pichegrus als Spion nach San Sebastian geschlichen hat. In Frauenkleidern gelingt ihm der Zutritt zum Palast und als Donna Juanita verdreht der hübsche Seekadett Oberst Douglas den Kopf und horcht ihn aus.
2. Akt – Im Haus Pomponios
René hat als Donna Juanita nicht nur Oberst Douglas, sondern auch dem Alkalden völlig den Kopf verdreht. Da dieser Plan so einfach funktionierte, wird René übermütig und macht in seiner Verkleidung nicht nur Olympia, sondern auch die Braut seines Bruders Gaston eifersüchtig. Später allerdings spricht er sich mit Petrita aus und lüftet sein Geheimnis. Olympia gegenüber spielt René weiterhin die Kokette und kann sie so ablenken, als er einen Trupp französischer Soldaten heimlich nach San Sebastian schmuggelt.
3. Akt – Volksfest in San Sebastian
Es findet in San Sebastian, auf dem großen Platz vor dem Wirtshaus, ein Volksfest statt und dabei sind alle anwesenden Erwachsenen als Kinder verkleidet. Oberst Douglas und der Alkalde Pomponio sind schon ziemlich angetrunken als René Dufour (als Donna Juanita verkleidet) auf sie trifft. Er flirtet mit den beiden, bis das Fest ihren Höhepunkt erreicht hat. In einem geeigneten Augenblick gibt er seinen Kameraden ein Zeichen und diese stürmen aus ihren Verstecken. Die ganze Stadt kann ohne einen Schuss eingenommen werden. Um weiteres Blutvergiessen zu vermeiden, ergibt sich Oberst Douglas mit seinen Truppen und René Dufour wird für seine Tapferkeit von General Pichegru zum Lieutenant befördert.

## Musik
Donna Juanita wurde bei der Uraufführung vom Publikum mit großer Begeisterung aufgenommen. Obwohl in Hans-Dieter Rosers Suppè Biographie vorwiegend negative Kritiken zitiert werden, fielen die Beurteilungen der zeitgenössischen Wiener Presse überwiegend positiv aus. Hier und da wurde zwar die kaum verhohlene Duplizität der Handlung mit Fatinitza vermerkt – in beiden Fällen spielt eine Frau in einer Hosenrolle einen Mann, der sich wiederum als Frau ausgibt – aber kaum jemand störte sich wirklich daran.
Nach der Uraufführung erfolgte sehr schnell der internationale Zugriff auf die Operette, der wahrscheinlich auf den durchschlagenden Erfolg von Suppés beiden Vorgängeroperetten Fatinitza und Boccaccio zurückzuführen ist. Nach Aufführungen in Paris, Berlin, Budapest, Venedig, Stockholm, Neapel, New York, Petersburg, Paris und Brüssel verschwand sie allerdings bald von den Spielplänen. 1932 schaffte es das Werk mit Maria Jeritza in der Titelrolle nochmals an die Metropolitan Opera in New York, wobei allerdings eigens hierfür Rezitative anstelle der Dialoge geschaffen wurden.
Von der Musik der Operette ist heutzutage so gut wie nichts bekannt. Es gibt auf verschiedenen CDs eine Ouvertüre und einen Juanita Marsch, beide sind aber keine besonderen Meisterleistungen. Da bleibt man zunächst für die Einschätzung der Musik auf fremde Beurteilungen angewiesen. Roser hält sich bei der Beschreibung der Musiktitel auffallend zurück. Der Suppé Biograph aus der ehemaligen DDR, Otto Schneidereit, schreibt einerseits: „Suppé gelang eine ausgezeichnete Musik...“, bemängelt aber andererseits: „...hinter der großen Gebärde steht nichts Gleichwertiges an melodischem Einfall und handlungsgemäßer Grundlage.“
Von einer Aufführung der Donna Juanita des St. Petersburger Musical Comedy Theaters vom 24.11.2006 gibt es eine Amateur-Videoaufnahme mit miserabler Bild- und Tonqualität. Eine Rundfunkproduktion des russischen Rundfunks aus dem Jahre 1968 mit guter Tonqualität ergänzt die Möglichkeiten einer Beurteilung. Vergleiche mit dem Original-Klavierauszug ergeben aber, dass beiden Produktionen eine bis zur Unkenntlichkeit verstümmelte Bearbeitung zugrunde liegt. Dennoch lassen sich die übrig gebliebenen Musiktitel daraus gut bewerten. Für die nicht verwendeten Titel bleibt dafür nur der computergestützt hörbar gemachte Klavierauszug. Als Fazit aus diesen drei Quellen ergibt sich folgendes (Klang)-Bild:
Die Operette enthält eine ganze Reihe schöner und origineller musikalischer Einfälle. Überzeugend sind, wie auch schon einige Kritiken betonten, die beiden großen Finale I und II mit einem zündenden Revolutionslied im ersten und einem großen Tamborinspektakel im zweiten Finale. Es gibt außerdem einen mitreißenden Bolero schon in der Introduktion, ein spanisch akzentuiertes Trinklied, eine temperamentvolle Serenade der Studenten in der zweiten Introduktion, ein heroisches Kampflied mit einem wohlklingenden, effektvollen Marsch, ein maurisches Duett, ein herrlich komisches, der Opera buffa nahestehendes Quintett und auch einige burleske Nummer wie z. B. das Auftrittsduett des Alkalden mit dem englischen Statthalter oder dem sehr komischen Couplet der ehemaligen Balletttänzerin Olympia. Gerade die Vielzahl komischer Nummern in dieser Operette erwecken den Eindruck, als habe sich Suppè diesmal mehr als zuvor an der burlesken Komik Offenbachs orientiert. Eine der zeitgenössischen Kritiken formuliert dies so: „[...] er hat in dieser Operette mehr gewagt als sein Vorgänger Offenbach. [...] Keiner ist so sehr dazu berufen, für das heitere Singspiel an Stelle Offenbachs einzutreten, wie Suppè.“. Dass allerdings die Musik ”ganz auf der Höhe des Boccaccio” stünde, wie der Kritiker der Zeitung Die Presse schreibt, ist dann doch etwas der Ehre zu viel. Realistischer ist da schon, wie das Neuigkeits-Weltblatt vom 24.02.1880 die Operette beurteilt, [...] die, auch wenn sie weniger originell ist als als Fatinitza und Boccaccio, dennoch einen großen Erfolg errungen hat [...] zu welche(r) Suppé eine durchaus frische und melodische Musik geschrieben hat.